# Potez XI
Potez XI là mẫu máy bay tiêm kích đầu tiên do công ty Potez của Pháp chế tạo.

## Tính năng kỹ chiến thuật
Dữ liệu lấy từ 
Đặc tính tổng quan
- Kíp lái: 1
- Chiều dài: 9,08 m (29 ft 9 in)
- Sải cánh: 12,7 m (41 ft 8 in)
- Diện tích cánh: 44 m2 (470 foot vuông)
- Trọng lượng rỗng: 1.350 kg (2.976 lb)
- Trọng lượng cất cánh tối đa: 2.000 kg (4.409 lb)
- Động cơ: 1 × Lorraine-Dietrich 12D , 280 kW (370 hp)

Hiệu suất bay
- Vận tốc cực đại: 220 km/h (137 mph; 119 kn)
- Vận tốc hành trình: 186 km/h (116 mph; 100 kn)
- Trần bay: 8.000 m (26.247 ft)

Vũ khí trang bị

- 4× súng máy 7,7mm